# Старосельський Володимир Олександрович
Володимир Олександрович Старосе́льський (нар. 3 (15) листопада 1860, Чернігів — пом. 26 серпня 1916, Париж) — агроном. Деякий час виконував обов'язки губернатора Кутаїської губернії. Займався революційною діяльністю.

## Коротка біографія
Народився в сім'ї судді. Закінчив в 1885 році Петровську сільськогосподарську академію. Працював агрономом в Чорноморському окрузі, з 1888 року — в Грузії. Був одним з організаторів боротьби з філлоксерою.
Старосельський був особистим другом Кавказького намісника графа Іларіона Воронцова-Дашкова. Завдяки йому в липні 1905 року був призначений виконуючим обов'язки губернатора Кутаїської губернії. Старосельський використовував службове становище для сприяння революційного руху і був прозваний «червоним губернатором». Микола II, довідавшись про його діяльності, написав: «Ось про кого вважаю за потрібне сказати міцне слово — це про кутаїського губернатора Старосельського. За всіма отриманими мною даними, він справжній революціонер…». У січні 1906 року Старосельський був зміщений з посади і висланий із Закавказзя на Кубань.
У 1907 році він вступив до РСДРП. Вів партійну роботу на Північному Кавказі; був секретарем Кубанського обласного комітету РСДРП, потім головою Північно-Кавказького союзного комітету РСДРП. Делегат 4-й конференції РСДРП («Третьої загальноросійської», 1907).
Після обшуку його квартири в Катеринодарі 7 лютого 1908 року жандарми отримали докази, за допомогою яких могли б заарештувати Старосельського, але не зробили цього, оскільки в числі інших паперів виявили лист Воронцова-Дашкова, що починався словами: «Дорогий і вельмишановний Володимире Олександровичу!». Розгублені жандарми послали запити в Тифліс і Петербург. Поки йшло переписування, Старосельський емігрував до Франції.
Він жив в Парижі, заробляючи на життя фотографією. Брав участь в роботі паризької секції більшовиків. У 1916 році Старосельський помер і був похований на кладовищі Пер-Лашез.
Старосельський був автором низки робіт з виноградарства та історії революційного руху в Грузії.